# Frecuencia respiratoria
La frecuencia respiratoria (también, ritmo respiratorio) es el número de respiraciones que realiza un ser vivo en un periodo específico, suele expresarse en respiraciones por minuto. Cuando el número de respiraciones por minuto está por encima de lo normal, se habla de taquipnea y cuando es inferior al normal se denomina bradipnea.

## Frecuencia respiratoria normal por edad
- Recién nacidos hasta los 6 meses: 20 a 40 respiraciones por minuto.
- 6 meses: 25–40 respiraciones por minuto.
- 3 años: 20–30 respiraciones por minuto.
- 6 años: 18–25 respiraciones por minuto.
- 10 años: 17–23 respiraciones por minuto.
- Adultos: 12-18 respiraciones por minuto.
- Mayores de 65 años: 12-28 respiraciones por minuto.[2]
- Mayores de 80 años: 10-30 respiraciones por minuto.[2]
- Atletas: 60-70 respiraciones por minuto (valor máximo).[3]